# Virgilio Bellatti
Virgilio Bellatti (Florència, 1869 - Milà, 1917) fou un baríton italià.
Amb una veu de baríton clara i potent, va assolir una gran reputació al llarg d'una extensa trajectòria. El seu debut es produí el 1892 a La Pergola de Florència amb Els pescadors de perles. Es diu que va interpretar Els mestres cantaires de Nuremberg en nombroses ocasions i en diversos escenaris: al Liceu de Barcelona, al Verdi de Trieste (1908) al San Carlo de Nàpols (1910) i al San Carlo de Gènova (1912). L'any 1894, va interpretar el paper de Poliziano en l'estrena dI Medici de Leoncavallo al Dal Verme de Milà, i posteriorment a Nàpols. El 1896, va ser el primer Schaunard a La bohème al Politeama de Gènova. El 1899, va emprendre una llarga gira pels Estats Units. El 1901, va ser seleccionat per interpretar Tartaglia a l'estrena de Le maschere de Mascagni a La Scala, on també va cantar La bohème amb Enrico Caruso i Emma Carelli. Aquell mateix any, va actuar a Ciutat de Mèxic i altres ciutats mexicanes, assolint una fama tan gran que la seva imatge apareixia fins i tot en dolços locals. El 1902, va formar part de la gira nord-americana de Mascagni amb l'òpera Iris. També cantà papers com De Siriex de Fedora o Michonnet d'Adriana Lecouvreur. A més, destacava en papers d'òperes còmiques, ampliant així la seva versatilitat i renom en l'escena operística: Crispino e la Comare, Il Maestro di Cappella de Ferdinando Paër, Napoli in Carnevale de Nicolo de Giosa, Barbiere di Siviglia, La Cambiale di Matrimonio, Le donne curiose d'Emilio Usiglio i Fra Diavolo, obra que també el va portar a l'escenari de La Scala.
L'any 1905 va patir un accident mentre actuava a La bohème al Politeama Nazionale de Florència, fracturant-se una cama en caure a l'escenari. El 1917, una malaltia l'obligà a retirar-se de la temporada del Teatro Royal de Malta, i poc després va morir.